# Bộ Tư (厶)
Bộ Tư (厶), cũng được gọi là Bộ Khư là một trong 23 bộ thủ được cấu tạo từ 2 nét trong số 214 Bộ thủ Khang Hy. Chữ 厶có nghĩa là "chỉ lo chuyện tư riêng". Trong Khang Hi tự điển, có 40 ký tự (trong tổng số 49.030) được tìm thấy dưới bộ thủ này.

## Chữ dùng bộ Tư (厶)

Tiểu triện

| Số nét | Chữ      |
| ------ | -------- |
| 2 nét  | 厶       |
| 4 nét  | 厷 厸 厹 |
| 6 nét  | 厽       |
| 7 nét  | 厾 县 私 |
| 8 nét  | 叀 叁 参 |
| 11 nét | 參 叄    |
| 12 nét | 叅       |
| 13 nét | 叆       |
| 15 nét | 叇       |